# Старотроянівська сільська рада
Старотрояні́вська сільська́ ра́да — колишня адміністративно-територіальна одиниця та орган місцевого самоврядування в Кілійському районі Одеської області. Адміністративний центр — село Старі Трояни.

## Загальні відомості
Старотроянівська сільська рада утворена в 1929 році.
- Територія ради: 65,65 км²
- Населення ради: 2 379 осіб (станом на 2001 рік)
- Водоймища на території, підпорядкованій даній раді: озеро Китай

## Населені пункти
Сільській раді підпорядковані населені пункти:
- с. Старі Трояни
- с-ще Дзинілор

## Населення
Згідно з переписом 1989 року населення сільської ради становило 2778 осіб, з яких 1299 чоловіків та 1479 жінок.
За переписом населення 2001 року в сільській раді мешкало 2279 осіб.

### Мова
Розподіл населення за рідною мовою за даними перепису 2001 року:
| Мова       | Відсоток |
| ---------- | -------- |
| гагаузька  | 66,16 %  |
| російська  | 20,3 %   |
| болгарська | 7,31 %   |
| українська | 3,15 %   |
| молдовська | 2,86 %   |
| білоруська | 0,08 %   |
| німецька   | 0,04 %   |

## Склад ради
Рада складається з 16 депутатів та голови.
- Голова ради: Молдован Дмитро Дмитрович
- Секретар ради: Маркова Валентина Іванівна

### Керівний склад попередніх скликань
| Прізвище, ім'я, по батькові | Основні відомості                                                         | Дата обрання | Дата звільнення |
| --------------------------- | ------------------------------------------------------------------------- | ------------ | --------------- |
| Тер Марія Георгіївна        | Сільський голова, 1954 року народження, позапартійна                      | 26.03.2006   | 03.07.2008      |
| Молдован Дмитро Дмитрович   | Сільський голова, 1945 року народження, освіта вища, член Партії регіонів | 30.11.2008   | 31.10.2010      |
| Молдован Дмитро Дмитрович   | Сільський голова, 1945 року народження, освіта вища, член Партії регіонів | 31.10.2010   |                 |

Примітка: таблиця складена за даними сайту Верховної Ради України

### Депутати
За результатами місцевих виборів 2010 року депутатами ради стали:

#### За суб'єктами висування
| Суб'єкт висування             | Кількість обраних депутатів | %    |
| ----------------------------- | --------------------------- | ---- |
| Партія регіонів               | 12                          | 75   |
| Комуністична партія України   | 2                           | 12,5 |
| Політична партія «Фронт Змін» | 1                           | 6,3  |
| Самовисування                 | 1                           | 6,3  |

#### За округами
| № округу                      | Прізвище, ім'я, по батькові     | Дата визнання обраним | Освіта  | Партійна приналежність              | Відомості про обраного депутата                                                         |
| ----------------------------- | ------------------------------- | --------------------- | ------- | ----------------------------------- | --------------------------------------------------------------------------------------- |
| Комуністична партія України   |                                 |                       |         |                                     |                                                                                         |
| 8                             | Терзі Василь Костянтинович      | 01.11.2010            | вища    | член Комуністичної партії України   | пенсіонер                                                                               |
| 9                             | Карайван Світлана Миколаївна    | 01.11.2010            | середня | позапартійна                        | тимчасово не працює                                                                     |
| Партія регіонів               |                                 |                       |         |                                     |                                                                                         |
| 1                             | Проданова Ганна Петрівна        | 01.11.2010            | середня | позапартійна                        | тимчасово не працює                                                                     |
| 2                             | Спинзурат Марія Іванівна        | 01.11.2010            | середня | позапартійна                        | тимчасово не працює                                                                     |
| 3                             | Глиба Валентина Миколаївна      | 01.11.2010            | середня | позапартійна                        | тимчасово не працює                                                                     |
| 4                             | Нікольчева Тамара Миколаївна    | 01.11.2010            | вища    | член Партії регіонів                | Старотроянівська загальноосвітня школа, вчитель                                         |
| 5                             | Маркова Валентина Іванівна      | 01.11.2010            | вища    | член Партії регіонів                | Старотроянівська сільська рада, секретар                                                |
| 6                             | Рапчинська Надія Іллівна        | 01.11.2010            | вища    | член Партії регіонів                | ТОВ «Трояни 2006», спеціаліст відділу кадрів                                            |
| 10                            | Кіося Валентина Миколаївна      | 01.11.2010            | середня | член Партії регіонів                | філія «Ощад-банк», касир                                                                |
| 11                            | Коритнянська Світлана Панасівна | 01.11.2010            | середня | член Партії регіонів                | пенсіонер                                                                               |
| 12                            | Ільічова Тетяна Павлівна        | 01.11.2010            | середня | член Партії регіонів                | Старотроянівська сільська рада, касир                                                   |
| 14                            | Байрактар Світлана Федорівна    | 01.11.2010            | середня | позапартійна                        | приватний підприємець                                                                   |
| 15                            | Бур'ян Матвій Миколайович       | 01.11.2010            | середня | член Партії регіонів                | приватний підприємець                                                                   |
| 16                            | Лефтер Феодора Іванівна         | 01.11.2010            | середня | позапартійна                        | Ст. Дзинілор, зав.клуба                                                                 |
| Політична партія «Фронт Змін» |                                 |                       |         |                                     |                                                                                         |
| 7                             | Папук Раїса Василівна           | 01.11.2010            | середня | член Політичної партії «Фронт Змін» | Старотроянівська лікарська амбулаторія загальної практики — сімейної медицини, фельдшер |
| Самовисування                 |                                 |                       |         |                                     |                                                                                         |
| 13                            | Карайван Віктор Миколайович     | 01.11.2010            | середня | позапартійний                       | ТОВ «Трояни 2006», заступник директора                                                  |